# Манафорт, Пол
Пол Джон Ма́нафорт-мла́дший (англ. Paul John Manafort Jr.; род. 1 апреля 1949, Нью-Бритен, Коннектикут, США) — американский юрист, лоббист и политический консультант. Руководитель избирательной кампании кандидата в президенты США Дональда Трампа в июне-августе 2016 года.
Во время избирательных кампаний кандидатов в президенты США, он был советником республиканцев Джеральда Форда, Рональда Рейгана, Джорджа Буша-старшего и Боба Доула.
Манафорт лоббировал интересы спорных иностранных лидеров, таких как четвёртый президент Украины Виктор Янукович; бывший диктатор Филиппин Фердинанд Маркос; диктатор бывшей Демократической Республики Конго Мобуту Сесе Секо; и лидера партизан Анголы Жонаша Савимби.
Манафорт фигурирует в уголовных расследованиях нескольких федеральных агентств. Федеральное бюро расследований (ФБР) расследует дело, по которому Манафорт c 2014 года проходит относительно деловых сделок, совершённых во время лоббирования интересов Украины. Он также проходит по делу расследования контрразведки ФБР о предполагаемом вмешательстве РФ в американские выборы. 30 октября 2017 года Манафорт был арестован в рамках указанного расследования, и ему были предъявлены обвинения в заговоре против США и в отмывании денег.

## Биография
Родился в семье Пола Джона Манафорта-старшего и Антуанетты Марии Сифалю́. Его дед был итальянцем, иммигрировавшим в США в 1919 году и основавшим строительную компанию Manafort Brothers. Его отец во время Второй мировой войны служил в инженерных войсках Армии США, трижды был избран мэром Нью-Бритена с 1965 по 1971.
Манафорт окончил Джорджтаунский университет в 1971 году, где получил степень бакалавра делового администрирования. В 1974 году Пол Манафорт выпустился из Школы права университета Джорджтауна, где получил учёную степень доктор права.
В 1976 году Манафорт был координатором восьми штатов от штаба кандидата в президенты Джеральда Форда.
С 1977 по 1980 год Манафорт работал юристом в фирме Vorys, Sater, Seymour and Pease в Вашингтоне.
В 1978 и 1980 годах Манафорт был координатором южного региона в президентской избирательной кампании Рональда Рейгана и заместителем директора Национального комитета Республиканской партии.
После победы Рейгана в ноябре 1980 года он был назначен заместителем директора Исполнительного офиса президента США в Белом доме и в совет директоров Корпорации частных зарубежных инвестиций.
В 1980 году Пол Манафорт совместно с партнёрами основали в Вашингтоне лоббистскую компанию Black, Manafort & Stone. В 1984 году к ним присоединился Питер Келли и компания сменила название на Black, Manafort, Stone and Kelly (BMSK).
В 1985 году фирма Манафорта BMSK подписала контракт с Жонашем Савимби, лидером повстанческой группы УНИТА из Анголы. Целью контракта стоимостью $600 тыс. было улучшение имиджа Савимби в Вашингтоне и получение финансовой помощи в его анти-коммунистической деятельности. Компания Манафорта организовала для Савимби встречи в Американском институте предпринимательства, Heritage Foundation и организации Freedom House. После проведения работы Конгресс США одобрил выделение группе Савимби помощь в размере сотен миллионов долларов.
Манафорт ежегодно получал $950 000 за лоббирование интересов президента Филиппин Фердинанда Маркоса. Компания Пола Манафорта лоббировала президента Сомали Сиада Барре и военного диктатора Демократической Республики Конго Мобуту Сесе Секо. В отчёте американского НКО «Центр за целостность общества» под говорящим названием «Лобби мучителя» (The Torturer’s Lobby) фирма Манафорта внесена в список пяти ведущих лоббистских компаний, которые получают деньги от режимов-нарушителей прав человека.
Манафорт был советником во время президентских избирательных кампаний Джорджа Буша в 1988 году и Боба Доула в 1996 году.
В 1995 году Манафорт проводил социологические исследования и составлял стратегию избирательной кампании для кандидата в президенты Франции Эдуара Балладюра.
В 1996 году Манафорт вышел из BSMK и совместно с Ричардом Дэвисом и Мэтью Фридманом основал компанию Davis, Manafort, and Freedman.
В 2008 году Манафорт был консультантом, а его партнёр по бизнесу Рик Дэвис был руководителем избирательного штаба американского сенатора, кандидата в президенты США Джона Маккейна. Ранее фирма Дэвиса и Манафорта организовывала участие Джона Маккейна в бизнес-ивентах для российского миллиардера Олега Дерипаски.

### Лоббирование Виктора Януковича и работа на Украине
С 2004 года Манафорт по приглашению украинского бизнесмена Рината Ахметова начал работать с кандидатом в президенты Украины Виктором Януковичем. Манафорт консультировал Партию регионов, лидером которой являлся Янукович во время выборов в Верховную раду Украины 2006 и 2007 года. Согласно ежегодному отчёту Министерства юстиции США от 2008 года, компания Манафорта задекларировала $ 63 750 полученные от Партии регионов в течение 6 месяцев за консультационные услуги. Во время президентской избирательной кампании в 2010 году на Украине, Манафорт продолжил сотрудничество с кандидатом в президенты Виктором Януковичем. По информации американского издания Нью Йорк Таймс в 2013 году Пол Манафорт рекомендовал Януковичу подписать соглашение об ассоциации с Европейским союзом и прекратить преследования своего политического оппонента Юлии Тимошенко, но Янукович проигнорировал его советы. 
После Евромайдана и отстранения от власти Януковича Пол Манафорт продолжил работать на Украине, консультируя на парламентских выборах 2014 года партию, созданную на основе бывшей Партии регионов, под названием Оппозиционный блок. В этой кампании он работал по контракту с бывшим главой Администрации президента Украины Виктора Януковича Сергеем Лёвочкиным. Свой офис на Украине Манафорт закрыл весной 2016 года. В апреле 2016 года Манафорт в интервью американскому телеканалу ABC News заявил, что цель его деятельности на Украине была сближение с Европой. Также в интервью телеканалу ABC News упомянул о своём молодом коллеге юристе (адвокате) с Украины Ростиславе Никитенко, который помогал (консультировал) относительно коммерческих вопросов на территории Украины и ЕС.

### Руководитель президентской кампании Дональда Трампа 2016 года
В марте 2016 года Пол Манафорт возглавил избирательный штаб кандидата в президенты США Дональда Трампа, заменив на этой должности своего предшественника Кори Левандовски. По данным СМИ, решение сместить Левандовски связано с тем, что в окружении Трампа нарастало недовольство действиями менеджера, обострившими взаимоотношения предвыборного штаба кандидата с американскими медиа. В августе 2016 года в СМИ всплыла информация о том, что Пол Манафорт с 2007 по 2012 год мог нелегально получить от экс-президента Украины Виктора Януковича и его Партии регионов $12.7 миллионов незарегистрированных наличных платежей. Эту информацию обнародовал народный депутат Украины, экс-журналист Сергей Лещенко. В Национальном антикоррупционном бюро Украины (НАБУ) подтвердили информацию о том, что Манафорт фигурирует в так называемой теневой бухгалтерии Партии регионов, но подчеркнули, в графе получателей значатся подписи других лиц, а это не значит, что именно Манафорт получал эти деньги. Позже Лещенко сообщил, что деньги для Манафорта из «теневой кассы» девять раз получал депутат-регионал Виталий Калюжный. Русская служба BBC называет это одной из причин отставки Манафорта с поста главы избирательного штаба Трампа. Второй причиной журналисты называют утрату актуальности услуг Манафорта по обработке делегатов предвыборных партийных съездов, в чём он признанный специалист. Так, как сенатору Теду Крузу не удалось переманить большинство делегатов на свою сторону. Сам Манафорт отрицал получение денег из теневой кассы Партии регионов, заявив, что считает эти обвинения неправдивыми, но из-за того, что он стал препятствием на пути Трампа к президентству, решил подать в отставку, назвав избрание Трампа — своей главной целью. 19 августа 2016 года Манафорт подал в отставку с поста руководителя избирательной кампании кандидата в президенты США Дональда Трампа. Дональд Трамп принял его отставку в тот же день и заявил, что считает Манафорта настоящим профессионалом и желает ему успехов. Место Манафорта в руководстве избирательным штабом Трампа заняли руководитель ультраправого американского интернет-ресурса Breitbart News Стивен Бэннон и социолог, СЕО The polling company, inc./WomanTrend Келлиэнн Конуэй.
В декабре 2016 года глава НАБУ Артём Сытник в интервью украинскому изданию «Зеркало Недели» сообщил, что на страницах «чёрной бухгалтерии» Партии регионов Манафорт не упоминался, а его имя лишь присутствует в самом массиве документов.
22 марта 2017 года украинский парламентарий Сергей Лещенко заявил СМИ о том, что передал в НАБУ доказательства якобы незаконных платежей, которые Манафорт получил в 2009 году от партии экс-президента Украины Виктора Януковича.

### Расследования
В марте 2017 года украинская прокуратура послала запрос властям США о том, чтобы допросить Пола Манафорта по коррупционному делу на Украине. Его не обвиняли в совершении преступления, а хотели чтобы он дал показания по делу о незаконной передаче бывшим министром юстиции Украины Александром Лавриновичем суммы свыше $1 млн государственных денег Нью-Йоркской юридической фирме Skadden, Arps, Slate, Meagher & Flom.
Информационное агентство АР сообщило, что в результате собственного расследования выявили факты указывающие на то, что российский миллиардер Олег Дерипаска тайно платил Манафорту деньги на борьбу с антироссийскими настроениями в США, Европе и на территории бывшего СССР. Манафорт подтвердил информацию о том, что у него был контракт с Дерипаской, но подчеркнул, что его работа касалась исключительно бизнес-интересов российского предпринимателя. В свою очередь представитель Олега Дерипаски тоже подтвердил сотрудничество российского миллиардера и американского лоббиста исключительно в рамках бизнес-интересов Дерипаски и сообщил, что по состоянию на март 2017 года эти контракты являются предметом судебного разбирательства.
8 июля 2017 года американская газета New York Times опубликовала материал, в котором говорилось о том, что сын американского президента Дональд Трамп-младший, его зять Джаред Кушнер и Пол Манафорт во время президентской избирательной кампании в 2016 году встретились с якобы «приближённым к Кремлю» российским адвокатом Наталией Весельницкой. Эту встречу анализировали в рамках расследования возможного вмешательства РФ в выборы президента США. В американских СМИ сообщалось, что Трампу-младшему сказали о наличии у адвоката информации, которая может скомпрометировать кандидата в президенты США Хиллари Клинтон. В свою очередь Трамп-младший заявил, что перед встречей не знал имени предполагаемого собеседника, а с самой Весельницкой они обсуждали программу по усыновлению российских детей в США, которую правительство РФ закрыло несколько лет назад. Адвокат мужа Иванки Трамп, Джареда Кушнера заявил журналистам, что в тот период у его клиента было более ста звонков и встреч с представителями более, чем 20 стран мира. В начале августа 2017 года спецпрокурор по России Роберт Мюллер, расследующий возможное вмешательство РФ в выборы президента США созвал в Вашингтоне большое жюри, которое должно проанализировать встречу сына Трампа с российским адвокатом Весельницкой.
В июле 2017 года Манафорт дал показания в комитете по разведке Сената США по вопросу о предполагаемом вмешательстве РФ в выборы президента США в 2016 году.
9 августа 2017 года американское издание The Washington Post сообщило о том, что 26 июля 2017 года, в рамках расследования предполагаемого вмешательства России в выборы президента США, сотрудники ФБР провели обыск в резиденции Манафорта в штате Виргиния. Агенты ФБР появились в доме Манафорта без предварительного предупреждения, после того, как экс-руководитель избирательного штаба Трампа добровольно встретился с сотрудниками Комитета по разведке Сената США. Представитель Манафорта подтвердил факт обыска и сообщил, что Манафорт постоянно сотрудничает с правоохранителями.
30 октября 2017 года Манафорт и его деловой партнёр Рик Гейтс сдались властям США. Им были предъявлены обвинения по 12 пунктам. 23 февраля 2018 года специальный прокурор США Роберт Мюллер предъявил новые обвинения Полу Манафорту и Ричарду Гейтсу в отмывании нескольких десятков миллионов долларов. По данным издания The Los Angeles Times, Ричард Гейтс согласился признать себя виновным в мошенничестве и дать показания против экс-главы предвыборного штаба республиканца Трампа Пола Манафорта.
15 июня 2018 года суд изменил меру пресечения Манафорту с домашнего ареста на содержание под стражей. Это решение было принято из-за того, что спецпрокурор Мюллер обвинил Манафорта в попытке давления на свидетелей.
В августе 2018 года по делу о налоговом и банковском мошенничестве суд приговорил Манафорта к 3 годам и 11 месяцам тюремного заключения, хотя обвинение требовало 24 года тюрьмы. В августе 2018 года присяжные признали Манафорта виновным в налоговых и банковских преступлениях, всего по 8 пунктам обвинения из 18. Позднее Манафорт был признан виновным ещё по 2 обвинениям — сговоре против США, а также лоббировании интересов и давлении на свидетелей. В марте 2019 года на слушаниях в Вашингтоне Манафорт принёс извинения, а также попросил суд о снисхождении. В окончательном приговоре общий срок тюремного заключение увеличился на 3,5 года; суд назначил 60 и 13 месяцев тюрьмы по двум обвинениям. Часть наказания (30 месяцев) назначено отбывать одновременно со сроком, полученным ранее.
Помилован президентом США Дональдом Трампом в декабре 2020 года

### На свободе
На август 2022 года был запланирован выпуск мемуаров.

## В массовой культуре
- Сериал Самый громкий голос (2019). Роль исполнил Эрик Майкл Жилле.